# Aérodrome de Qikiqtarjuaq
L'aéroport de Qikiqtarjuaq est situé sur l'île de Qikiqtarjuaq au Nunavut (Canada) et est exploité par le gouvernement du Nunavut.